# Mòruisg
Der Mòruisg ist ein als Munro und Marilyn eingestufter, 928 m (3.045 ft) hoher Berg in den schottischen Highlands. Sein gälischer Name kann in etwa mit Großes Wasser übersetzt werden. Er liegt in einer weitgehend unbesiedelten Berglandschaft der Northwest Highlands zwischen Loch Carron und Loch Monar, knapp 60 Kilometer westlich von Inverness.
Von Norden gesehen überragt der breite Rücken des Mòruisg markant Loch Sgamhain und das breite Glen Carron, das mit der Kyle of Lochalsh Line und der A890 eine wichtige Ost-West-Achse in den nördlichen Highlands darstellt. Gemeinsam mit dem westlich benachbarten, 913 m (2.995 ft) hohen Sgùrr nan Ceannaichean, der bis zu einer Neuvermessung seiner Höhe im Jahr 2009 als Munro eingestuft war, sowie einigen niedrigeren Gipfeln im Osten bildet er eine kleine Berggruppe, die im Norden vom Glen Carron und im Süden durch das vom Oberlauf des Meig gebildete Gleann Fhiodhaig begrenzt wird. Das Tal des Allt a’ Chonais trennt die Berggruppe von den weiter westlich liegenden, niedrigeren Hügeln ab. Sowohl auf seiner Nord- wie auch seiner Südseite besitzt der Mòruisg steile, überwiegend grasige Flanken, die sich erst im Gipfelbereich deutlich abflachen und auf ein weitläufiges Gipfelplateau führen. Mehrere steile und tief eingeschnittene Corries sowie diverse Gullies untergliedern beide Seiten, auf der West- und Nordostseite des Mòruisg sind diese teils felsdurchsetzt. Über einen etwa 730 m hohen Sattel oberhalb des im Nordwesten liegenden Coire Toll nam Bian besteht ein Übergang zum Sgùrr nan Ceannaichean. Im Osten senkt sich das breite Gipfelplateau mit einzelnen flachen Vorgipfeln allmählich bis zum 875 m (2.871 ft) hohen Vorgipfel Carn Gorm ab, dessen Ostseite flach ausfläuft. In diesem Bereich besitzt die Nordseite des Plateaus mehrere steile felsige Kare und Grate, der östlichste ist der Toll a’Ghobhain.

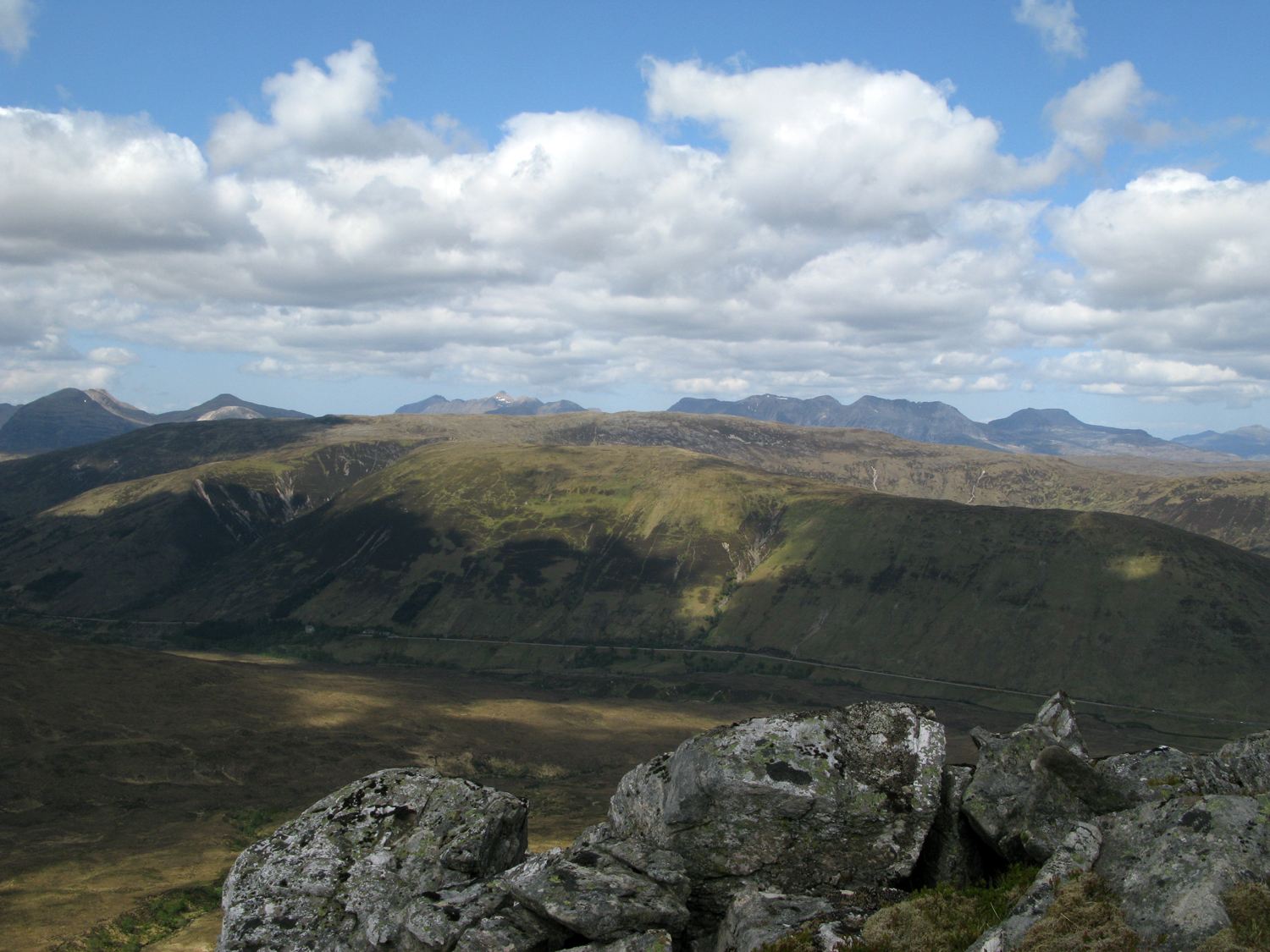
Blick vom Westrand des Gipfelplateaus nach Nordwesten über Glen Carron mit der A890
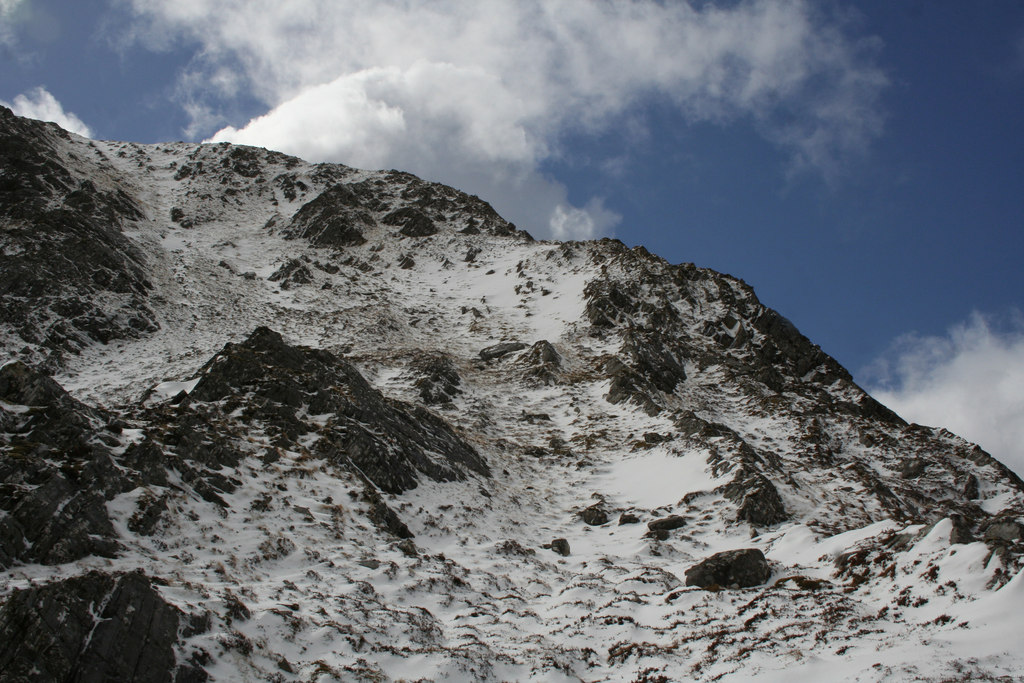
Der zum Nordostende des Gipfelplateaus führende Grat Toll a’Ghobhain
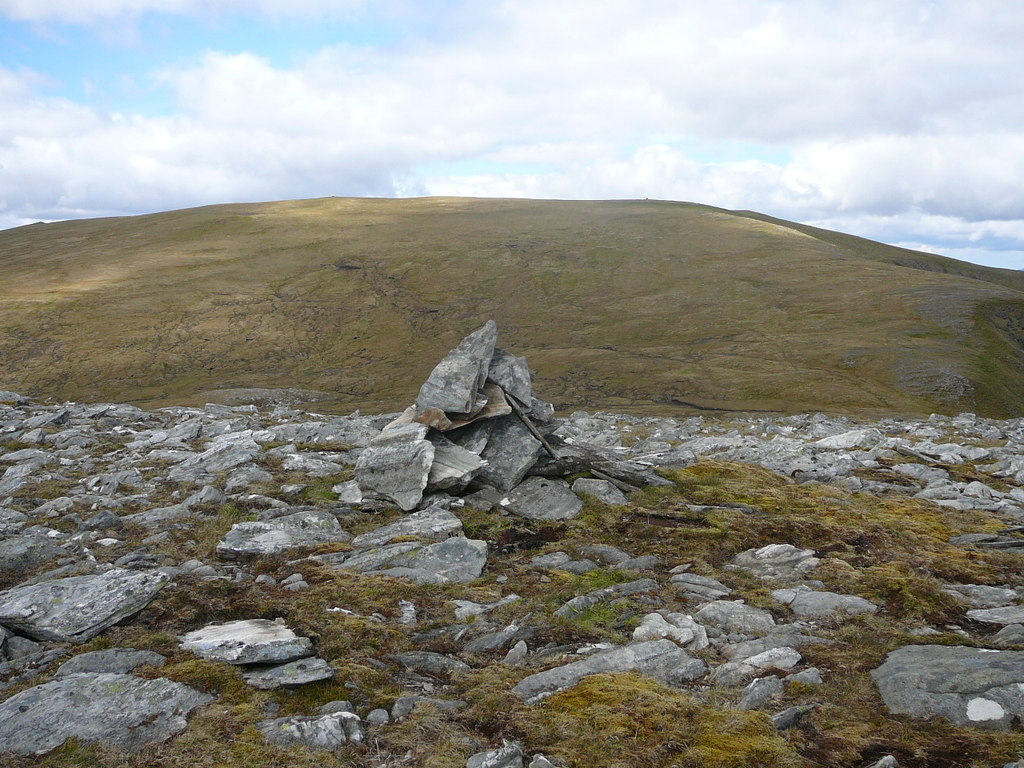
Blick von einem namenlosen, 872 m hohen Vorgipfel nach Nordwesten zum Gipfelplateau des Mòruisg
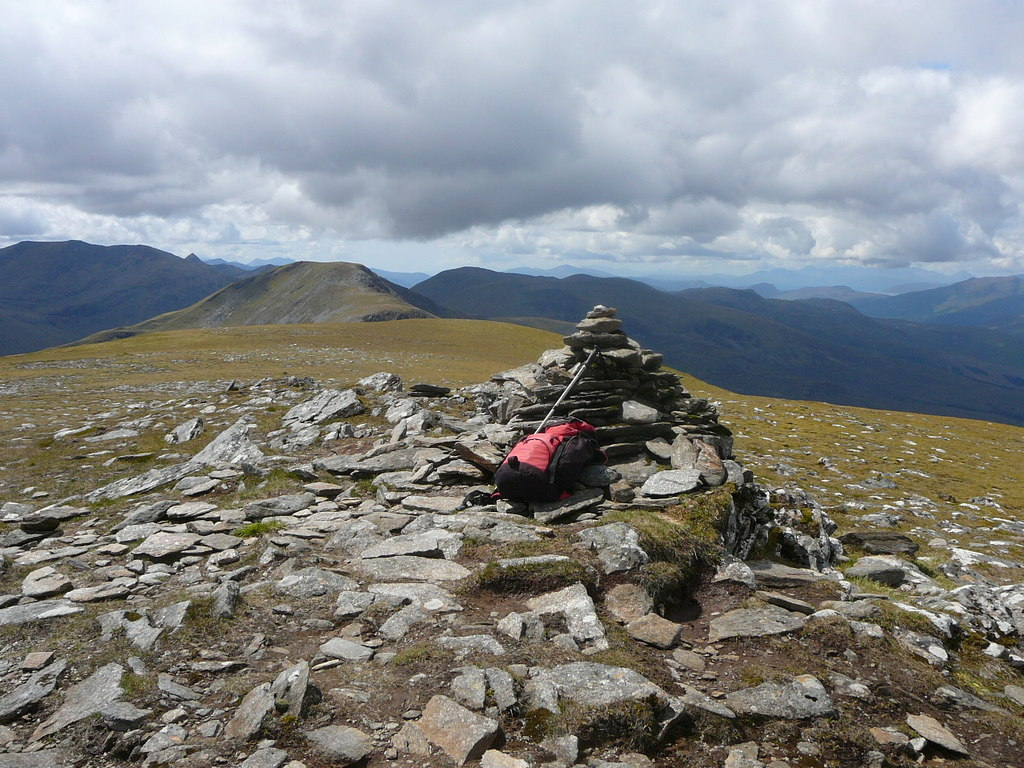
Der Gipfelcairn des Mòruisg, im Hintergrund der Sgùrr nan Ceannaichean

Durch die Lage südlich des von Straße und Bahnlinie passierten Glen Carron ist der Mòruisg vergleichsweise leicht erreichbar. Munro-Bagger besteigen ihn gerne gemeinsam mit dem Sgùrr nan Ceannaichean, auch wenn dieser kein Munro mehr ist. Aufstiegsmöglichkeiten bestehen von Norden wie von Süden sowie über den Sattel vom Sgùrr nan Ceannaichean. Ausgangspunkt für den kürzesten Zustieg ist ein Parkplatz an der A890 westlich von Loch Sgamhain. Teils weglos führt der Aufstieg durch sumpfiges Terrain über die steile Nordwestflanke des Mòruisg bis zum Gipfelplateau, dessen höchster Punkt durch einen Cairn gekennzeichnet ist. Alternativ kann auch ein Jagdpfad auf der Südseite des Berges benutzt werden, der an der Glenuaig Lodge im Gleann Fhiodhaig  beginnt und bis auf das Gipfelplateau führt. Erreichbar ist dieser Ausgangspunkt zu Fuß oder per Mountainbike über eine private, nicht für den öffentlichen Verkehr freigegebene Forststraße ab der kleinen Ansiedlung Craig an der A890 im Glen Carron.